# Santa Margherita in Trastevere
Santa Margherita in Trastevere är en kyrkobyggnad i Rom, helgad åt den heliga jungfrumartyren Margareta. Kyrkan är belägen vid Piazza di Sant'Apollonia i Rione Trastevere och tillhör församlingen Santa Maria in Trastevere.

## Kyrkans historia
Kyrkan uppfördes under påve Nicolaus IV:s pontifikat (1288–1292) år 1288 och var tidigare även helgad åt den helige biskopen och martyren Emidius. Fasadfrisens inskription lyder:
Kyrkan byggdes om 1564 på uppdrag av donna Giulia Colonna. Omkring 1678 gav kardinal Girolamo Gastaldi i uppdrag åt Carlo Fontana att bygga om kyrkan och ge den en ny fasad.

## Interiören
Högaltarmålningen utgörs av Giacinto Brandis Den heliga Margareta i fängelset. På ömse sidor om högaltaret finns Giuseppe Ghezzis två ovala målningar Den heliga Margaretas martyrium och Den heliga Apollonias martyrium.
Den enskeppiga interiören har tre sidokapell, två till höger och ett till vänster. Det ena sidokapellet på höger hand har en altarmålning som framställer den helige Emidius. Det vänstra sidokapellet har Baciccias Den Obefläckade Avlelsen med de heliga Franciskus och Klara.